# Gino Stacchini
Gino Stacchini (18. únor 1938 San Mauro Pascoli, Italské království) je bývalý italský fotbalový záložník a trenér. V roce 1960 se oženil se zpěvačkou Raffaella Carrà. Jejich manželství trvalo osm let.
Do Juventusu přišel v roce 1955. Ze začátku často nehrál, ale od sezony 1957/58 dostal důvěru trenéra. Za Bianconeri hrál až do roku 1967 a získal s nimi čtyři tituly v lize (1957/58, 1959/60, 1960/61, 1966/67) a tři vítězství v italském poháru (1959/60, 1960/61, 1966/67). Za 12 sezon odehrál celkem 285 utkání a vstřelil 59 branek. V roce 1967 již nehrál v plánech u Bianconeri, a tak odešel do Mantovy. Po roce se rozhodl odejít do druholigové Ceseny, kde v roce 1970 ukončil kariéru.
Za reprezentaci odehrál šest utkání.

## Hráčská statistika
| Sezóna  | Klub     | Liga    | Liga   | Liga | Ligové poháry | Ligové poháry | Ligové poháry | Kontinentální poháry | Kontinentální poháry | Kontinentální poháry | Celkem | Celkem |
| Sezóna  | Klub     | Soutěž  | Zápasy | Góly | Soutěž        | Zápasy        | Góly          | Soutěž               | Zápasy               | Góly                 | Zápasy | Góly   |
| ------- | -------- | ------- | ------ | ---- | ------------- | ------------- | ------------- | -------------------- | -------------------- | -------------------- | ------ | ------ |
| 1955/56 | Juventus | Serie A | 7      | 0    | -             | 0             | 0             | -                    | 0                    | 0                    | 3      | 0      |
| 1956/57 | Juventus | Serie A | 3      | 1    | -             | 0             | 0             | -                    | 0                    | 0                    | 18     | 0      |
| 1957/58 | Juventus | Serie A | 24     | 6    | IP            | 5             | 1             | -                    | 0                    | 0                    | 29     | 7      |
| 1958/59 | Juventus | Serie A | 25     | 4    | IP            | 1             | 0             | PMEZ                 | 2                    | 0                    | 28     | 4      |
| 1959/60 | Juventus | Serie A | 28     | 8    | IP            | 2             | 1             | -                    | 0                    | 0                    | 30     | 9      |
| 1960/61 | Juventus | Serie A | 28     | 2    | IP            | 3             | 0             | -                    | 0                    | 0                    | 31     | 0      |
| 1961/62 | Juventus | Serie A | 26     | 5    | IP            | 4             | 2             | PMEZ+Stř.P           | 6+6                  | 1+4                  | 42     | 14     |
| 1962/63 | Juventus | Serie A | 29     | 3    | IP            | 2             | 0             | -                    | 0                    | 0                    | 31     | 3      |
| 1963/64 | Juventus | Serie A | 25     | 4    | IP            | 1             | 0             | Vel.P                | 3                    | 2                    | 29     | 2      |
| 1964/65 | Juventus | Serie A | 22     | 6    | IP            | 5             | 1             | Vel.P                | 5                    | 1                    | 32     | 8      |
| 1965/66 | Juventus | Serie A | 14     | 5    | IP            | 0             | 0             | PVP                  | 1                    | 0                    | 15     | 5      |
| 1966/67 | Juventus | Serie A | 5      | 0    | IP            | 1             | 1             | Vel.P                | 2                    | 1                    | 8      | 2      |
| 1967/68 | Mantova  | Serie A | 15     | 0    | IP            | 0             | 0             | -                    | 0                    | 0                    | 15     | 0      |
| 1968/69 | Cesena   | Serie B | 19     | 2    | IP            | 2             | 0             | -                    | 0                    | 0                    | 21     | 2      |
| 1969/70 | Cesena   | Serie B | 14     | 0    | IP            | 2             | 0             | -                    | 0                    | 0                    | 16     | 0      |
| Celkem  | Celkem   | Celkem  | 284    | 46   | -             | 28            | 6             | -                    | 25                   | 9                    | 337    | 61     |

## Hráčské úspěchy

### Klubové
- 4× vítěz 1. italské ligy (1957/58, 1959/60, 1960/61, 1966/67)
- 3× vítěz italského poháru (1959/60, 1960/61, 1966/67)

### Reprezentační
- 1× na MP (1955–1960)